# Smedjebackens köping
Denna artikel handlar om den tidigare kommunen Smedjebackens köping. För orten se Smedjebacken, för dagens kommun, se Smedjebackens kommun.
Smedjebackens köping var en tidigare köping i Kopparbergs län.

## Administrativ historik
År 1918 utbröts köpingen ur Norrbärke landskommun där Smedjebackens municipalsamhälle inrättats 7 juni 1895. Köpingen inkorporerade 1967 Norrbärke landskommun innan den 1971 ombildades till Smedjebackens kommun.
Smedjebackens köping tillhörde Norrbärke församling och var gemensam med köpingen och landskommunen.

## Köpingsvapnet
Blasonering: Sköld delad, övre fältet silver, vari en röd tvåmastad segelbåt med seglen satta, undre fältet rött, vari tre kugghjul av silver, ordnade två och ett.
Vapnet fastställdes för köpingen år 1947. Det registrerades för kommunen 1980.

## Geografi
Smedjebackens köping omfattade den 1 januari 1952 en areal av 4,80 km², varav 4,00 km² land.

### Tätorter i köpingen 1960
I Smedjebackens köping fanns del av tätorten Smedjebackena, som hade 4 836 invånare i köpingen den 1 november 1960. Tätortsgraden i köpingen var då 100,0 procent.

## Befolkningsutveckling
| Befolkningsutvecklingen i Smedjebackens köping 1920–1970 | Befolkningsutvecklingen i Smedjebackens köping 1920–1970 | Befolkningsutvecklingen i Smedjebackens köping 1920–1970 | Befolkningsutvecklingen i Smedjebackens köping 1920–1970 | Befolkningsutvecklingen i Smedjebackens köping 1920–1970 |
| --- | -------------------------------------------------------- | -------------------------------------------------------- | -------------------------------------------------------- | -------------------------------------------------------- |
| |                                                          |                                                          |                                                          |                                                          |
| År |                                                          |                                                          | Invånare                                                 |                                                          |
| 1920 | 1920                                                     |                                                          | 2 486                                                    | 2 486                                                    |
| 1925 | 1925                                                     |                                                          | 2 467                                                    | 2 467                                                    |
| 1930 | 1930                                                     |                                                          | 2 532                                                    | 2 532                                                    |
| 1935 | 1935                                                     |                                                          | 2 527                                                    | 2 527                                                    |
| 1940 | 1940                                                     |                                                          | 2 606                                                    | 2 606                                                    |
| 1945 | 1945                                                     |                                                          | 2 843                                                    | 2 843                                                    |
| 1950 | 1950                                                     |                                                          | 3 479                                                    | 3 479                                                    |
| 1955 | 1955                                                     |                                                          | 4 049                                                    | 4 049                                                    |
| 1960 | 1960                                                     |                                                          | 4 734                                                    | 4 734                                                    |
| 1965 | 1965                                                     |                                                          | 5 403                                                    | 5 403                                                    |
| 1970 | 1970                                                     |                                                          | 10 559                                                   | 10 559                                                   |
| Källa: SCB - Folkmängd inom administrativa områden 1910-1961 och Folkmängd 31 dec 1950-1975 i län, kommuner och församlingar enligt kommunindelningen 1 jan 1976. |                                                          |                                                          |                                                          |                                                          |

## Politik

### Mandatfördelning i valen 1938-1966
| 20 | 3 | 2 |

| 24 |

| 20 | 2 | 3 |

| 23 |

| 2 | 19 | 3 |  |

| 23 |

| 19 | 5 |  |

| 24 |

| 19 | 5 |  |

| 23 |

|  | 18 | 3 | 3 |

| 23 |

| 2 | 13 | 3 | 2 |

| 18 |

| 4 | 24 | 4 | 5 | 3 |

| 38 |